# Kirchenkreis Unna
Der Evangelische Kirchenkreis Unna ist einer von 26 Kirchenkreisen innerhalb der Evangelischen Kirche von Westfalen. Er wurde 1818 gegründet; Amtssitz ist die Stadt Unna. Insgesamt gehören (Stand 31. Dezember 2022) 65.041 Gemeindeglieder in 13 Kirchengemeinden zum Kirchenkreis.

## Geographische Lage
Der Kirchenkreis umfasst mit den Kommunen Unna, Kamen, Bergkamen, Fröndenberg und Holzwickede den größten Teil des nordrheinwestfälischen Kreises Unna. Er liegt zwischen dem Ruhrgebiet, dem Sauerland und dem Münsterland am Hellweg, im Norden begrenzt durch die Lippe, im Süden durch die Ruhr. Er grenzt, von Norden aus im Uhrzeigersinn, an die Kirchenkreise Hamm, Soest-Arnsberg, Iserlohn und Dortmund.
Viele verkehrstechnische Anbindungen begünstigen die zentrale Lage: Die Autobahnen A 1 und die A 2 kreuzen sich hier im Kamener Kreuz, die A 44 beginnt auf dem Gebiet. Viele Orte haben Bahnanbindungen zu den Fernverkehrsbahnhöfen in Dortmund oder Hamm.

## Geschichte

### Die Anfänge
1545 war die Reformation der Gemeinden Frömern und Lünern, zwischen 1559 und 1580 folgte der Übertritt der meisten Gemeinden in der Grafschaft Mark zum evangelischen Bekenntnis. Ostern 1559 erklangen die ersten Choräle in der Unnaer Stadtkirche, am Allerheiligenfesttag desselben Jahres wurde dort erstmals das Abendmahl unter beiderlei Gestalt gereicht. Philipp Nicolai war von 1596 bis 1601 Prediger an der Ev. Stadtkirche Unna. Am 16. März 1611 tagte eine erste reformierte Synode in Unna mit den Gemeinden Unna, Kamen, Heeren, Fröndenberg und Wickede. Am 2. Oktober 1612 folgte eine erste lutherische Synode in Unna mit den Gemeinden Bausenhagen, Dellwig, Frömern, Fröndenberg, Hemmerde, Lünern, Methler und Opherdicke. Beide Kirchen hatten nun also eine presbyterial-synodale Verfassung, was durch die Kirchenordnung von 1662 für die reformierten Gemeinden und von 1687 für die lutherischen Gemeinden in Kleve-Mark gesichert wurde. Die lutherischen Gemeinden bildeten ab 1797 zwei „Classen“, wobei die von Kamen auch Hamm und Lünen umfasste, die von Unna auch unter anderem Aplerbeck, Barop, Hörde und weitere Gemeinden, die heute im Süden und Osten Dortmunds liegen; zur reformierten Classe Unna-Kamen  gehörte auch die Gemeinde in Lünen.
Als in der nach dem Wiener Kongress neu entstandenen Provinz Westfalen die Verwaltung vereinheitlicht wurde und der Unionsaufruf König Friedrich Wilhelms III. von 1817 in der Grafschaft Mark besondere Zustimmung gefunden hatte, wurden 1818 die drei „Klassen“ zu einem Kirchenkreis (nach damaligem Sprachgebrauch zu einer „Diözese“) vereinigt. In der Folge schlossen sich die Gemeinden in den einzelnen Orten zusammen (1822 in Unna, 1837 in Fröndenberg, erst 1920 in Kamen). Heute gibt es im Kirchenkreis nur noch Gemeinden mit lutherischem oder uniertem Bekenntnisstand.

### Auf- und Ausbau
1858 wurde ein Ev. Kranken- und Armenhaus in Unna gegründet. Als 1933 die Kirchenkreise im Ruhrgebiet zur Anpassung an die kommunalen Grenzen neu zugeschnitten wurden, gab der Kirchenkreis die Gemeinden Aplerbeck, Asseln, Berghofen, Husen, Schüren, Sölde und Wickede an den Kirchenkreis Dortmund ab. Nach 1945, endgültig 1953, wurde die Kirchenprovinz Westfalen der Evangelischen Kirche der Altpreußischen Union zur Evangelischen Kirche von Westfalen. 1965 erfolgte die Gründung eines eigenen Kreiskirchenamtes als erstes dieser Art in der Ev. Kirche von Westfalen. 1967 wurde der Neubau des Ev. Krankenhauses in Unna eingeweiht. 1968 kam es zur Gliederung in fünf Kuratorien: Unna, Kamen, Bergkamen, Holzwickede und Fröndenberg, die beiden letztgenannten wurden zwischenzeitlich zusammengelegt. 1977 wurden die Diakoniestationen Unna und Kamen eingerichtet. 1988 begann der Neubau des Kreiskirchenamtes in Unna.

### Heute
Mit dem Kirchenkreis Hamm wurde ein gemeinsamer Gestaltungsraum der Ev. Kirche von Westfalen gebildet. 2008 wurde die Kirchenkreiskonzeption mit der Überschrift Einladend, gastfreundlich, inspirierend herausgegeben.

## Struktur
Die Synode des Ev. Kirchenkreises ist die Vertretung der Kirchengemeinden und der synodalen Dienste. Die Kreissynode wählt die Mitglieder des Kreissynodalvorstandes, der den Kirchenkreis zwischen den Kreissynoden leitet. Vorsitzender ist der Superintendent. Superintendent ist seit 2020 Karsten Schneider.

## Kirchen und Gemeinden
Zum Ev. Kirchenkreis Unna gehören 13 Kirchengemeinden.
| Bild                                 | Kirche                           | Ort                     | Gemeinde                      |
| ------------------------------------ | -------------------------------- | ----------------------- | ----------------------------- |
| Evangelische Kirche Weddinghofen     | Auferstehungskirche              | Bergkamen-Weddinghofen  | Friedenskirchengemeinde       |
| Thomaskirche Bergkamen               | Thomaskirche                     | Bergkamen               | Friedenskirchengemeinde       |
| Friedenskirche Bergkamen             | Friedenskirche                   | Bergkamen               | Friedenskirchengemeinde       |
| Christuskirche Rünthe                | Christuskirche                   | Bergkamen-Rünthe        | Martin-Luther-Kirchengemeinde |
| Martin-Luther-Kirche Oberaden        | Martin-Luther-Kirche             | Bergkamen-Oberaden      | Martin-Luther-Kirchengemeinde |
| Kirche Dellwig                       | Kirche Dellwig                   | Fröndenberg-Dellwig     | Dellwig                       |
| Kirche Billmerich                    | Kirche Billmerich                | Unna-Billmerich         | Dellwig                       |
| Johanneskirche Frömern               | Johanneskirche                   | Fröndenberg-Frömern     | Frömern                       |
| Stiftskirche Fröndenberg             | Stiftskirche Fröndenberg         | Fröndenberg             | Fröndenberg & Bausenhagen     |
| Dorfkirche Bausenhagen               | Dorfkirche Bausenhagen           | Fröndenberg-Bausenhagen | Fröndenberg & Bausenhagen     |
| Evangelische Kirche Heeren           | Evangelische Kirche Heeren-Werve | Kamen-Heeren-Werve      | Heeren-Werve                  |
| Evangelische Kirche Hemmerde         | Evangelische Kirche Hemmerde     | Unna-Hemmerde           | Hemmerde-Lünern               |
| Evangelische Kirche Lünern           | Evangelische Kirche Lünern       | Unna-Lünern             | Hemmerde-Lünern               |
| Kirche am Markt, Holzwickede         | Kirche am Markt                  | Holzwickede             | Holzwickede & Opherdicke      |
| Evangelische Kirche Opherdicke       | Evangelische Kirche Opherdicke   | Holzwickede-Opherdicke  | Holzwickede & Opherdicke      |
| Pauluskirche Kamen                   | Pauluskirche                     | Kamen                   | Kamen                         |
| Lutherkirche Kamen                   | Lutherkirche                     | Kamen                   | Kamen                         |
| Friedenskirche Massen                | Friedenskirche                   | Unna-Massen             | Massen                        |
| Margaretenkirche Methler             | Margaretenkirche                 | Kamen-Methler           | Methler                       |
| Paul-Gerhardt-Kirche Unna-Königsborn | Paul-Gerhardt-Kirche             | Unna-Königsborn         | Unna-Königsborn               |
| Christuskirche Unna-Königsborn       | Christuskirche                   | Unna-Königsborn         | Unna-Königsborn               |
| Stadtkirche Unna                     | Stadtkirche                      | Unna                    | Unna                          |

## Einrichtungen des Kirchenkreises
Im Haus der Kirche in Unna ist der Sitz der Verwaltung und der Superintendentur.
Der Ev. Kirchenkreis Unna unterhält folgende Fachreferate:
- Bildung
- Jugendarbeit
- Diakonie
- Kindertageseinrichtungen
- Mediothek
- Öffentlichkeitsarbeit
- Schulreferat
- Seelsorge

Das Diakonische Werk des Kirchenkreises ist seit dem 1. Januar 2008 als Diakonie Ruhr-Hellweg im Verbund mit den Diakonischen Werken in den Kirchenkreisen Hamm und Soest-Arnsberg.

## Superintendenten
| von  | bis  | Name                 |
| ---- | ---- | -------------------- |
| 1818 | 1821 | Gottlieb Trippler    |
| 1822 | 1825 | Konrad Hoffmann      |
| 1825 | 1828 | Franz Hopfensack     |
| 1828 | 1830 | Johannes Krupp       |
| 1830 | 1833 | Engelbert von Velsen |
| 1833 | 1835 | Ludwig Schneider     |
| 1836 | 1842 | Karl Klingelhöller   |
| 1842 | 1850 | Friedrich Buschmann  |
| 1850 | 1862 | Hermann Ovenbeck     |
| 1862 | 1900 | Ludwig Polscher      |
| 1900 | 1903 | Rudolf Stapenhorst   |
| 1905 | 1932 | Wilhelm Sybrecht     |
| 1932 | 1948 | Karl Philipps        |
| 1948 | 1968 | Gerhard Küstermann   |
| 1968 | 1980 | Heinrich Kandzi      |
| 1980 | 1994 | Heinrich Meier       |
| 1994 | 2004 | Alfred Buß           |
| 2004 | 2015 | Annette Muhr-Nelson  |
| 2015 | 2020 | Hans-Martin Böcker   |
| 2020 | …    | Karsten Schneider    |